# Lewitacja Balducci
Lewitacja Balducci – efekt iluzjonistyczny po raz pierwszy pokazany przez Eda Balducciego. Efekt został spopularyzowany przez takich iluzjonistów jak David Roth, Paul Harris oraz David Blaine.
Iluzja może być wykonywana w każdym miejscu i do jej wykonania nie są potrzebne linki. Metoda wykonania zmieniała się w czasie. Istnieją 4 warianty wykonania tej iluzji, ale w każdej z nich iluzjonista lewituje na wysokości ok. 10 cm.

## Balducci

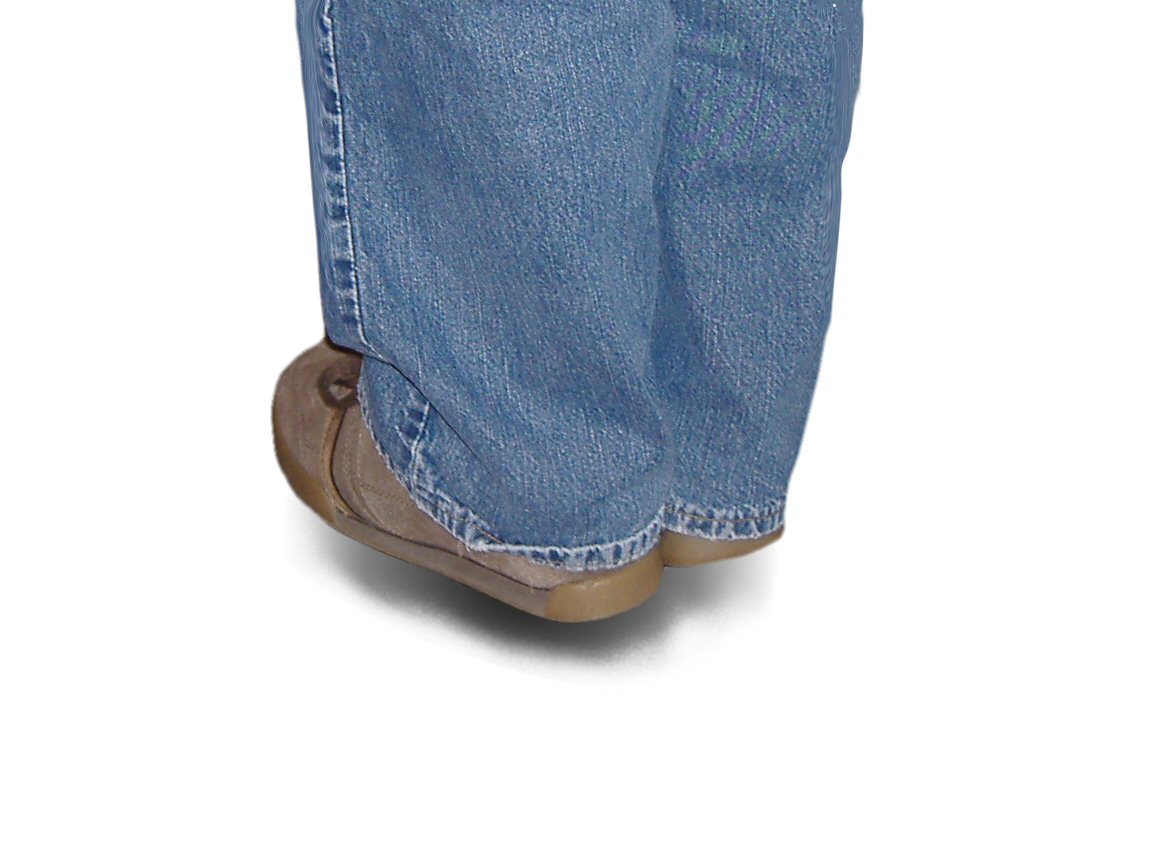

Iluzjonista ustawia się plecami do widzów i staje do nich w odległości ok. 2,5 m. Ważne jest, aby widzowie stali dokładnie za iluzjonistą, a nie np. po jego bokach. Podczas wykonywania iluzji, iluzjonista ustawia swoje stopy w lewą stronę, jednocześnie będąc cały czas ustawionym plecami do widzów, należy przekręcić stopy o ok. 10°–15° w lewo. Następnie należy podnieść się na palcach prawej stopy na wys. ok. 5–10 cm jednocześnie unosząc lewą stopę do góry prostopadle do ziemi (czyli dokładnie pionowo w górę), jednak nie wyżej niż jest uniesiona pięta prawej stopy. Pięty obu stóp muszą się znajdować na jednej wysokości i muszą być unoszone równocześnie, aby dokonać wiarygodnego pokazu triku. Prawa stopa nie może być zbyt wysoko uniesiona, ponieważ stanie się widoczna dla widza. Przy odpowiednim zgraniu podnoszenia lewej stopy i unoszenia prawej stopy na palcach widz odniesie wrażenie, że iluzjonista lewituje w powietrzu.

## King Rising

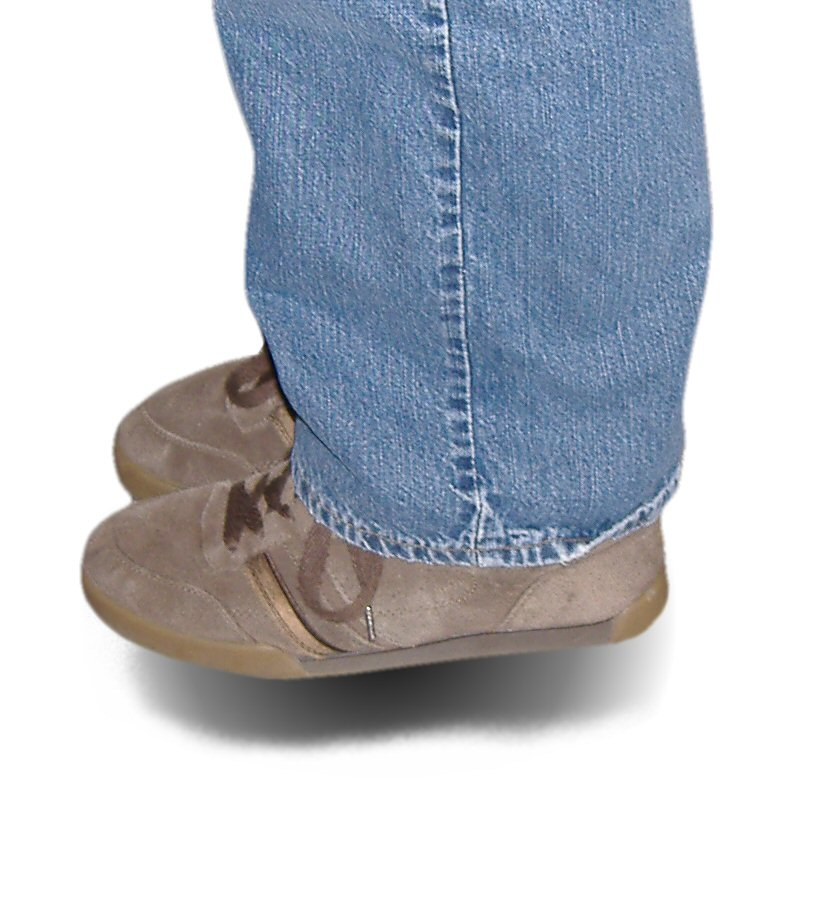

W tej wersji lewitacji iluzjonista ustawia się bokiem do widzów, następnie zasłania nogi np. kurtką. Po odsłonięciu nóg zaczyna się unosić na wysokość kilku centymetrów. Iluzja została wymyślona przez Coreya Kinga.
W momencie gdy iluzjonista zakrywa nogi kurtką wystawia jedną stopę z buta i kładzie ją koło niego (gdy widzowie widzą lewą nogę iluzjonisty wyciąga on prawą nogę i na odwrót), łączy on oba buty i odsłania nogi. Następnie staje on na palcach tej stopy, którą wystawił z buta i lekko unosi nogę, do której przyczepione są oba buty. Widzowie odnoszą wrażenie lewitacji, ponieważ widzą oba buty w powietrzu nie zdając sobie sprawy z tego, że iluzjonista tak naprawdę podnosi jedną nogę z przyłączonymi do niej oboma butami. Przy odpowiednim ustawieniu do widzów nie zobaczą oni nogi wystawionej z buta, ponieważ będzie ona zasłonięta przez drugą nogę.

## Sooperman

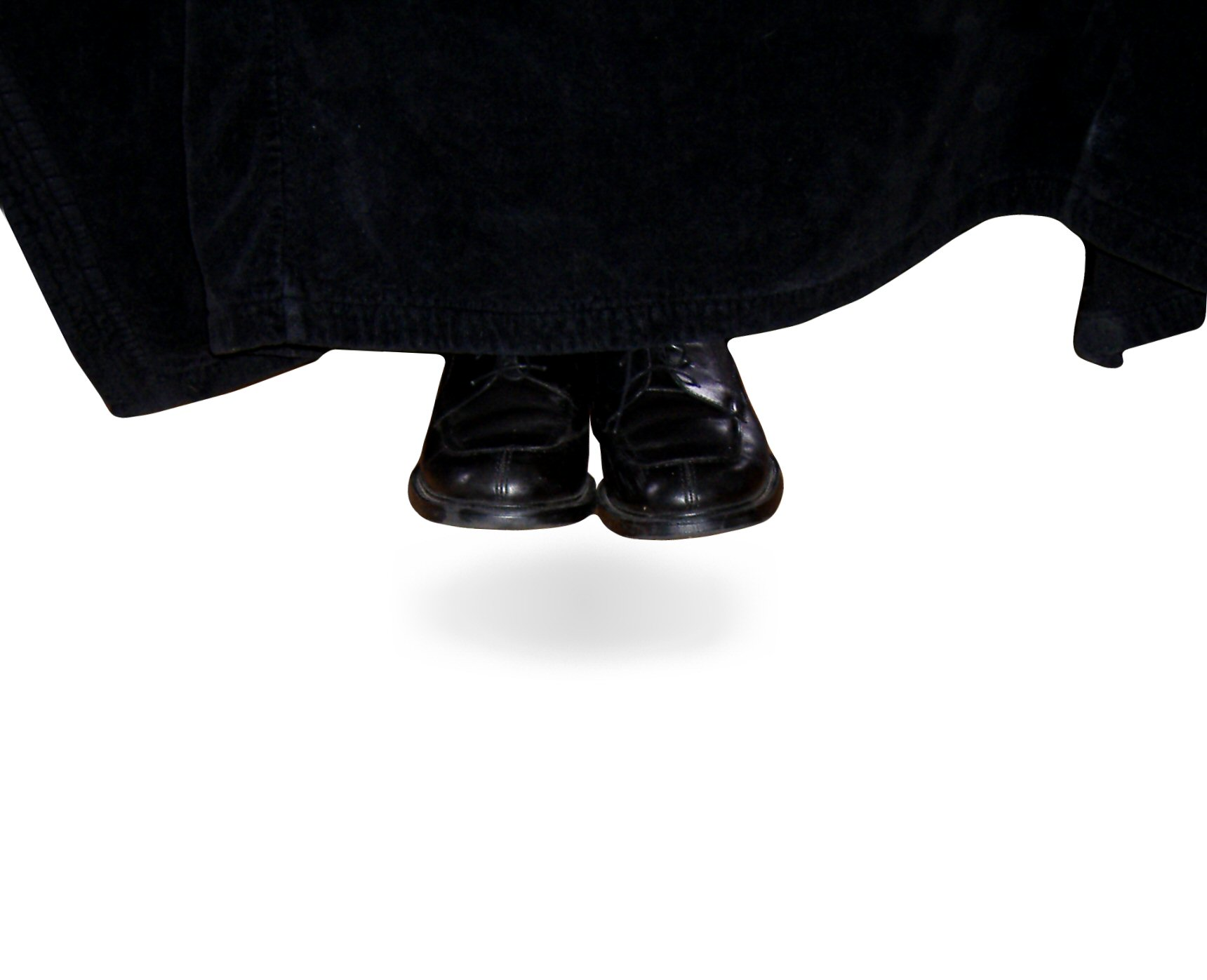

Inne nazwa tej iluzji to wild levitation (dzika lewitacja).
W tej wersji lewitacji iluzjonista staje przodem do widzów i zakrywa sobie nogi np. kurtką w taki sposób żeby było mu widać buty. Po chwili unosi się na wysokość kilku centymetrów kołysząc się na boki. Trik został wymyślony przez Paula Harrisa.
Gdy iluzjonista zakryje nogi kurtką jedną nogę wyciąga z buta. Następnie musi połączyć oba buty. Dzięki temu, podnosząc jedną nogę, uniesie oba buty. Stopa, która znajduje się poza butem musi być ustawiona w takiej odległości, że po podniesieniu obu butów nie będzie ona widoczna. Iluzjonista podnosząc nogę, powinien stanąć na palcach drugiej stopy, dzięki temu „uniesie” się na większą wysokość. Ważny jest sam element połączenia butów. Iluzjonista powinien to zrobić wtedy, gdy zakrywa nogi kurtką, następnie jedną ręką powinien połączyć buty, a drugą np. poprawiać kurtę, przez co nie wzbudzi podejrzeń podczas łączenia butów.

## Lewitacja Crissa Angela
Criss Angel po raz pierwszy zaprezentował ten wariant wykonania lewitacji Balducci.
W tej wersji iluzji, iluzjonista ustawia się plecami do widzów, następnie zaczyna lewitować, w tej wersji lewitacji widoczne są obie nogi iluzjonisty bez żadnych zasłon.
Iluzjonista staje przed skrzynką, murkiem, krzesłem, itp, następnie łączy oba buty. W jednej z nogawek spodni znajduje się szczelina, przez którą iluzjonista wystawia jedną nogę i kładzie ją na skrzynce itp. Nogawki są połączone z butami, dzięki czemu, po wyciągnięciu jednej nogi ze spodni z tyłu widzowie nadal widzą jakby iluzjonista stał na obu wyprostowanych nogach. Następnie iluzjonista podnosi się na nodze, którą ma położoną na skrzynce itp. Widzowie, którzy stoją za iluzjonistą odnoszą wrażenie lewitacji iluzjonisty, ponieważ widzą dwie unoszące się nad ziemią nogi, chociaż tak naprawdę jedna noga jest oparta o skrzynkę, a widzowie widzą tylko nogawkę połączoną z butem.